# バレノ (駆逐艦)
バレノ (Baleno) は、イタリア海軍の駆逐艦。フォルゴーレ級。
1929年10月1日起工。1931年3月22日進水。1932年6月15日就役。
1941年4月16日、タリゴ船団の戦いにおいて英駆逐艦の攻撃により大破。翌日沈没。